# Simulium guttatum
Simulium guttatum är en tvåvingeart som först beskrevs av Günther Enderlein 1936.  Simulium guttatum ingår i släktet Simulium och familjen knott.
Artens utbredningsområde är Paraguay. Inga underarter finns listade i Catalogue of Life.